# Loh Sea Keong
Loh Sea Keong (2 de novembre de 1986) és un ciclista malaisi professional del 2006 al 2023. Del seu palmarès destaca la Jelajah Malaysia de 2013. El 2014 va formar part de l'equip Giant-Shimano sent el primer ciclista de Malàisia en formar part d'un equip de l'UCI World Tour.

## Palmarès
- 2008
  - Vencedor d'una etapa al Tour de Tailàndia
- 2013
  - 1r a la Jelajah Malaysia
  - Vencedor d'una etapa al Tour de Tailàndia
  - Vencedor d'una etapa a la Volta al Singkarak